# ニコラエ・タタラヌ
ニコラエ・タタラヌ（Nicolae Tătăranu、1891年10月6日 - 1953年5月14日）は、ルーマニアの軍人。中将。
コテスチ・フォクシャヌイ出身。1920年代末から1930年代初め、外交勤務に就き、駐パリ（1928年 - 1931年）、駐ブリュッセル（1929年 - 1931年）、駐マドリード（1930年 - 1931年）駐在武官を務める。その後、軍事学校の教官を務める。
1940年から1941年まで参謀次長を務め、1941年に第4軍参謀長に任命されたが、同年のうちに参謀次長に戻る。1942年7月、第20師団長。1942年12月17日、騎士鉄十字章を受章。1943年、予備役編入。
1943年から1944年、山岳軍団長、1944年8月、第6軍団長となり、ドン軍集団の編成下で戦った。1944年8月28日、再び予備役に編入され、1945年、退役。
戦後、逮捕され、長期刑を言い渡される。獄死。